# Cerkiew św. Mikołaja w Kolnie
Cerkiew św. Mikołaja Cudotwórcy w Kolnie – niezachowana do naszych czasów cerkiew prawosławna w Kolnie, wybudowana w latach 1904-1905.

## Historia
Wzrost ludności prawosławnej Kolna wiązał się z napływem na teren guberni łomżyńskiej rosyjskich urzędników i wojskowych. Na potrzeby tej społeczności powstała w 1904 cerkiew parafialna, wzniesiona ze środków pochodzących z dobrowolnej zbiórki (ponad 16 tys. rubli) oraz subwencji Świętego Synodu (prawie 8,5 tys. rubli). Projekt budynku wykonał Franciszek Przecławski, budowę nadzorował powiatowy architekt Henryk Jabłoński. Zakończenie prac miało miejsce 4 stycznia 1905. Już w dziesięć lat później opiekujący się parafią duchowny opuścił ją, podobnie jak większość rosyjskiego duchowieństwa prawosławnego na ziemiach polskich. 

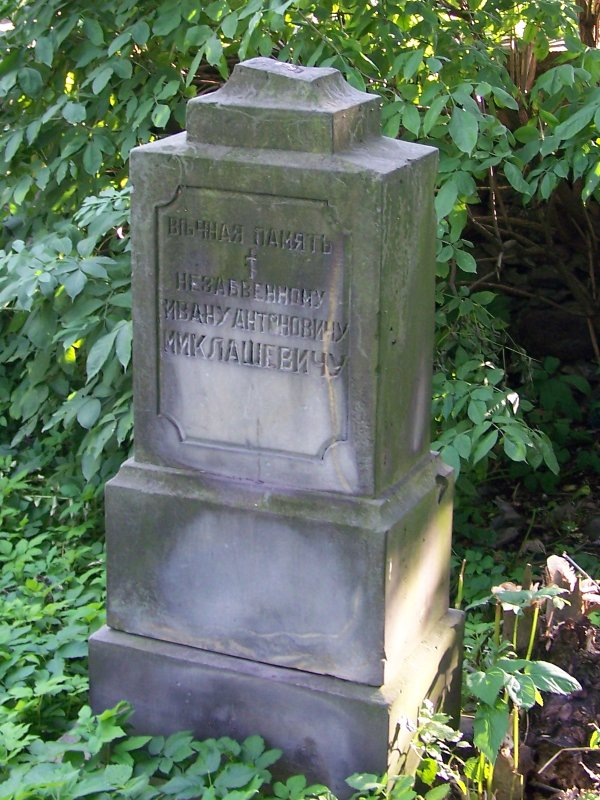
Jeden z kilku ocalałych nagrobków prawosławnych na cmentarzu parafii rzymsko-katolickiej w Kolnie

W 1918 cerkiew została zaadaptowana na potrzeby Kościoła rzymskokatolickiego, jednak tę funkcję pełniła tylko do drugiej fali akcji rewindykacji cerkwi prawosławnych. W 1929 została rozebrana, a na jej miejscu wzniesiono szkołę podstawową. Niektóre elementy cerkiewnych mozaik trafiły do kościołów w Kolnie i Borkowie.

## Architektura
Cerkiew św. Mikołaja reprezentowała styl ruski, posiadała jedną kwadratową nawę z pięcioma kopułami w narożnikach oraz w centrum. Wejście do niej prowadziło przez przedsionek, nad którym wznosiła się zakończona cebulastą kopułą z krzyżem dzwonnica. Cerkiew była bogato dekorowana oślimi grzbietami, fryzem, płaskorzeźbami (także z motywem krzyża prawosławnego), boczne wejścia do niej posiadały portale, zaś główne – dodatkowo baldachim. 
W sąsiedztwie cerkwi na cmentarzu parafialnym (katolickim) funkcjonowała kwatera prawosławna – zachowały się pojedyncze nagrobki.